# Селянин (село)
Селянин (болг. Селянин) — село в Болгарии. Находится в Софийской области, входит в общину Ихтиман. Население составляет 13 человек.

## Политическая ситуация
В местном кметстве Вакарел, в состав которого входит Селянин, должность кмета (старосты) исполняет Росен Йорданов Зашев (Болгарская социалистическая партия (БСП)) по результатам выборов правления кметства.
Кмет (мэр) общины Ихтиман — Маргарита Иванова Петкова (Болгарская социалистическая партия (БСП)) по результатам выборов в правление общины.